# 踏切障害事故
踏切障害事故（ふみきりしょうがいじこ、Crossing Accident）とは、鉄道事故等報告規則（昭和62年2月20日運輸省令第8号）で定める踏切道において、列車又は車両が、道路を通行する人、または車両等と衝突・接触した事故のことである。一般的に「踏切事故」と呼ばれる。

## 概要
鉄道事故での死亡者の大半を占める事故であり、もっとも頻度の高い事故でもある。
日本での最大踏切事故件数は1961年度（1961年4月 - 1962年3月までの期間）に起こった3,123件であり（3,000件を初めて突破したのは前年度1960年度の3,055件）、同年に踏切道改良促進法（後述）が制定され、1980年代前半からは著しい減少傾向となっており、近年の件数及び死者数はピーク時の約10分の1（約300件、120人前後）となっている（2014年度は93人が死亡、103人が負傷）。
2012年は日本では295件（死者121人、負傷者99人）の踏切事故が発生し、原因別では直前横断が143件（48.5%）、停滞・脱輪・エンストが95件（32.2%）、側面衝突・限界支障が47件（15.9%）、その他が10件（3.4%）、衝突物別では自動車が127件（43.1%）、二輪が17件（5.8%）、軽車両が48件（16.3%）、歩行者が103件（34.9%）で、歩行者の半分は60歳以上の者であった。
衝突した際に、列車の方は非常ブレーキ等で緊急停止するものの、乗客が怪我をすることは少ない。しかし、道路交通側の車両（乗用車など）に人が乗っていた場合は、その車両に乗車していた人は助かることは少ない。
一般に踏切事故といわれているもののうち、主要因が明らかに自殺である場合は、踏切障害事故とはならず、国土交通省への報告義務はない（この場合は輸送障害となる）。

## 対策の推移
国鉄には1954年以降、地方鉄道及び専用鉄道の踏切保安設備設置基準、軌道の踏切保安設備設置標準について、踏切警報機の構造基準について、踏切事故防止について、自動踏切遮断機の構造基準について、などさまざまな通達が出された。
1960年12月20日、道路交通法が施行され、踏切での一旦停止と安全確認の義務が定められた。1961年11月7日、踏切道改良促進法が制定され、5年ごとに同法の見直しがされ、交通安全対策本部が設置された。第3条により、踏切道交通量、踏切事故発生状況その他を考慮し、踏切道立体交差化、構造改良、保安設備整備により改良が必要と認められるものについて改良方法を定めて指定している。第7条により、一定要件を満たす鉄道事業者について法指定に基づく踏切保安設備整備に要する費用の一部を補助することになった。
1965年以降も、踏切事故の防止について、踏切事故防止対策の強化について、通学路に係る交通安全施設等の整備及び踏切道の構造改良に関する緊急措置法などが通達された。
1970年10月27日、「ダンプカーによる事故の防止対策及び踏切道の緊急保安対策について」が決定された。ここで、以下の対策を強力に実施するように交通対策本部（内閣官房長官を本部長とし、関係省庁の事務次官で構成される）において決定された。
- ダンプカー事業者の協業化の促進
- 土砂、工事用資材等の運搬に際しての安全対策の確立
- 運転者の資質の向上とダンプカーの取締りの強化
- 踏切道の緊急保安対策
  - 踏切道の安全確保のため、大都市圏（首都圏及び近畿圏の50km圏内並びに中部圏の30km圏内）の踏切道について緊急に次の措置を講じる。
    - 幅員6.5m以内の踏切道は昭和47年度末までに遮断機を完備する。
    - 上記以外の踏切道は利用状況、迂回路の状況等を勘案し、できる限り統廃合を進める基本方針のもとに当面の措置を講じる。

1996年3月、踏切道改良促進法が改正され、「開かずの踏切」対策の法指定対象の保安設備として、踏切警報時間制御装置が追加された。
2001年3月、踏切道改良促進法が改正され、改良すべき踏切道の指定を都道府県知事が申し出ることができる制度、改良計画の協議が難航した場合に国土交通大臣が裁定する制度が創設された。踏切の直前横断、踏切内のエンスト、停滞が原因で発生する踏切事故の防止の観点から、法指定対象の保安設備として、高規格化保安設備（二段型遮断装置、大型遮断装置、オーバーハング型警報装置、踏切支障報知装置）が追加された。
4月19日、交通対策本部で第7次踏切事故防止総合対策が決定された。そのおもなものは次の通り。
踏切道の立体交差化の促進
大都市および主要地方都市で、遮断時間が特に長く、道路交通量が多い踏切道が連続している地区等は、連続立体交差化により踏切を除却する。道路の新設、改築に併せて踏切道の立体交差化を促進する。鉄道新線建設にあたっても、原則として道路との立体交差化を進める。特に、交通遮断の著しいボトルネック踏切はこの対策を緊急的重点的におこなう。現在、日本国内の道路と鉄道が交差している箇所の50%近くが立体交差化されている。
踏切道の構造改良の促進
自動車が通行する踏切道で、踏切道の幅員が接続する道路の幅員より狭いもの等は、道路拡幅等の踏切道の構造改良を進める。
踏切保安設備の整備の促進
踏切道の利用状況、踏切道の幅員、交通規制の実施状況、迂回路の状況等を勘案して踏切遮断機（踏切遮断機が設置されることが技術的に著しく困難である場合は踏切警報機）の整備をおこなう。大都市および主要地方都市に存する踏切道で、列車回数が多く、列車種別等により警報開始から列車が踏切道に到達するまでの時間に差が生じるものは、警報時間制御装置の整備を進める。自動車交通量の多い踏切道は、道路交通状況、事故発生状況、列車運行回数等を勘案して、必要に応じ、障害物検知装置、門型警報機（オーバーハング型警報機）、大口径遮断桿等の整備を進める。
踏切道の統廃合の促進
踏切道の立体交差化、構造改良等の事業の実施に併せて、近接踏切道で、利用状況、迂回路の状況等を勘案して、地域住民の通行に特に支障を及ぼさないと認められるものは、統廃合を進め、近接踏切道以外の踏切道も同様に統廃合を促進する。ただし、構造改良で、踏切道に歩道が無いか、歩道が狭小である場合の歩道整備は、緊急性に鑑み、近接踏切道の統廃合をおこなわずに実施できる。
その他の措置
踏切予告標、踏切信号機、横断歩道橋等の設置、踏切道通行者の安全意識の向上および踏切支障時の非常ボタンの操作等の緊急措置の周知を図る広報活動の強化、情報通信技術 (IT) の導入による踏切関連交通安全施設の高度化を図る研究開発等を実施する。

## 過去の主な踏切障害事故
- 大阪駅清水太右衛門殉職事故

1907年5月31日、遮断機の下りた踏切に入り込んだ幼女をかばった踏切番の駅員が列車に接触し死亡。
- ビジャ・ソルダーティ踏切事故

1962年6月11日朝にブエノスアイレスで発生。42人が死亡。83人が負傷。
- 京成八幡駅第一踏切事故

1970年1月20日、踏切警手が飲酒の上寝過ごし、開閉器の操作を怠ったため電車とトラックが衝突。2人が死亡、3人がけが。
- 日高線踏切事故

1991年1月8日、苫小牧駅 - 勇払駅間の踏切で、立ち往生していたタンクローリー側面に普通列車が衝突し、列車の乗員・乗客53名のうち45名が重軽傷を負った。乗務員保護対策として高運転台仕様、衝撃吸収構造の採用のきっかけとなった。
- 成田線大菅踏切事故

1992年9月14日、久住駅 - 滑河駅間の踏切で、遮断機が下りていたところに進入していた大型ダンプカー側面に普通列車が衝突し、列車の運転士が死亡、乗客65名が負傷した。運転室の拡大、衝撃吸収構造の採用のきっかけとなった。
- 名鉄名古屋本線衝突脱線事故

2002年9月26日、奥田駅 - 大里駅間）にある踏切付近の軌道内で特急が普通乗用車と衝突し、乗用車の運転者1名が死亡、列車の乗客21名と運転士、車掌各1名の計23名が負傷した。
- 東武伊勢崎線竹ノ塚駅踏切死傷事故

2005年3月15日、竹ノ塚駅南側の踏切で、女性4名が準急列車（当時）にはねられ、2名が死亡し2名が負傷した。踏切対策を促進する契機となった事故だが、同踏切では2015年3月1日にも死亡事故が発生している。
- 川越線日進第一踏切事故

2007年1月21日、指扇駅 - 日進駅間（現：西大宮駅 - 日進駅間）を走行中の列車が乗用車と衝突して脱線し、乗用車から燃料が漏れて列車火災が発生したほか、乗用車の運転手が死亡した。燃えた列車は廃車となった。
- 青梅線踏切事故

2008年9月8日、青梅駅 - 東青梅駅間を走行中の各駅停車が踏切内で立ち往生していたトラックと激突したが、E233系が採用していたクラッシャブルゾーンが功を奏し、乗員乗客には1人の死傷者も出なかった。列車脱線事故でもある。
- 東武東上線踏切事故

2009年10月8日、みずほ台駅 - 鶴瀬駅間の踏切で普通列車がワゴン車と衝突してワゴン車が大破した。原因はワゴン車の運転手が踏切待ちの際に誤ってアクセルを踏んだことによる。
- 函館線深川踏切事故

2010年1月29日、深川駅 - 妹背牛駅間の踏切で、積雪時に起きた事故。列車の損傷が激しく負傷者も多数出た。列車脱線事故でもある。
- 2011年フローレス駅踏切事故

2011年9月13日にアルゼンチン・ブエノスアイレス特別区のフローレス駅で発生し、11人が死亡した。
- 山陽電鉄本線神鋼前踏切事故

2013年2月12日、荒井駅近くの踏切で、直通特急列車がトレーラーに接触して脱線・大破し、十数人が重軽傷を負ったほか、鉄道施設や沿線の民家も破壊され、トレーラーの運転手が執行猶予付きの有罪判決を受けた。
- 東海道本線十間坂踏切事故

2013年4月7日、茅ケ崎駅 - 平塚駅間の踏切にて、普通列車が歩行者専用踏切に侵入した軽乗用車と衝突し脱線した。乗客300名のうち1名が軽傷を負った。
- 横浜線川和踏切死傷事故

2013年10月1日、女性が踏切内で倒れていた男性を救出しようとして踏切内に入り、男性とともに普通列車に跳ねられ、女性は死亡、男性は重傷を負った。
- 東武東上線踏切事故

2014年1月29日、ATの軽乗用車の運転手が踏切待ちの間に郵便ポストに郵便物を投函しようとしてDレンジのまま車を離れ、無人となった車がクリープ現象で上福岡駅 - 新河岸駅間の踏切に侵入し、普通列車と衝突して大破した。なお、踏切前での駐車は道路交通法違反となる。
- 東海道本線小薮踏切衝突脱線事故

2017年3月2日、西岡崎駅 - 安城駅間の踏切で、普通列車が踏切に立ち往生した乗用車に衝突して先頭車両が脱線。衝突の弾みで乗用車が近くの電柱にぶつかって大破炎上した。乗用車を運転していた男性は死亡。後の調査で男性は愛知県警保安課の警部補と判明。自殺を図ったものと見られている。
- 京浜急行本線神奈川新町第1踏切衝突事故

2019年9月5日、神奈川新町駅 - 仲木戸駅（現：京急東神奈川駅）間の神奈川新町第1踏切道で快特電車が踏切内で立ち往生した大型トラックと衝突し、前3両が脱線。トラックを運転していた67歳の男性運転手が車外に投げ出されて死亡、乗員乗客の合計37名が負傷した。
- 生見尾踏切(うみお ふみきり)

横浜市鶴見区生麦3丁目の生見尾踏切で、2024年4月に50代男性が、同年9月29日に20代のベトナム人男性が、緩衝地帯と間違えて線路内に立ち止まり死亡する事故が起きている。また、過去2013年には、80代男性が同踏切を渡りきれず、電車に轢かれる死亡事故が発生。東海道線・横須賀線・京浜東北線の上下6線が横並びとなり、全長が45mもある踏切で、短いとわずか20秒で遮断器が降りる開閉時間で、「魔の踏切」「渡りきれない踏切」とされる。
- 山陽電鉄での踏切事故

2025年1月9日、神戸市垂水区の山陽電鉄西舞子駅近くの踏切で、中国国籍の観光客の23歳と24歳の女性2人が、誤って踏切内で信号待ちをしており、電車にはねられて死亡。同踏切で、2009年以降事故が4回発生しており、1人は死亡。